# Jérôme Tharaud

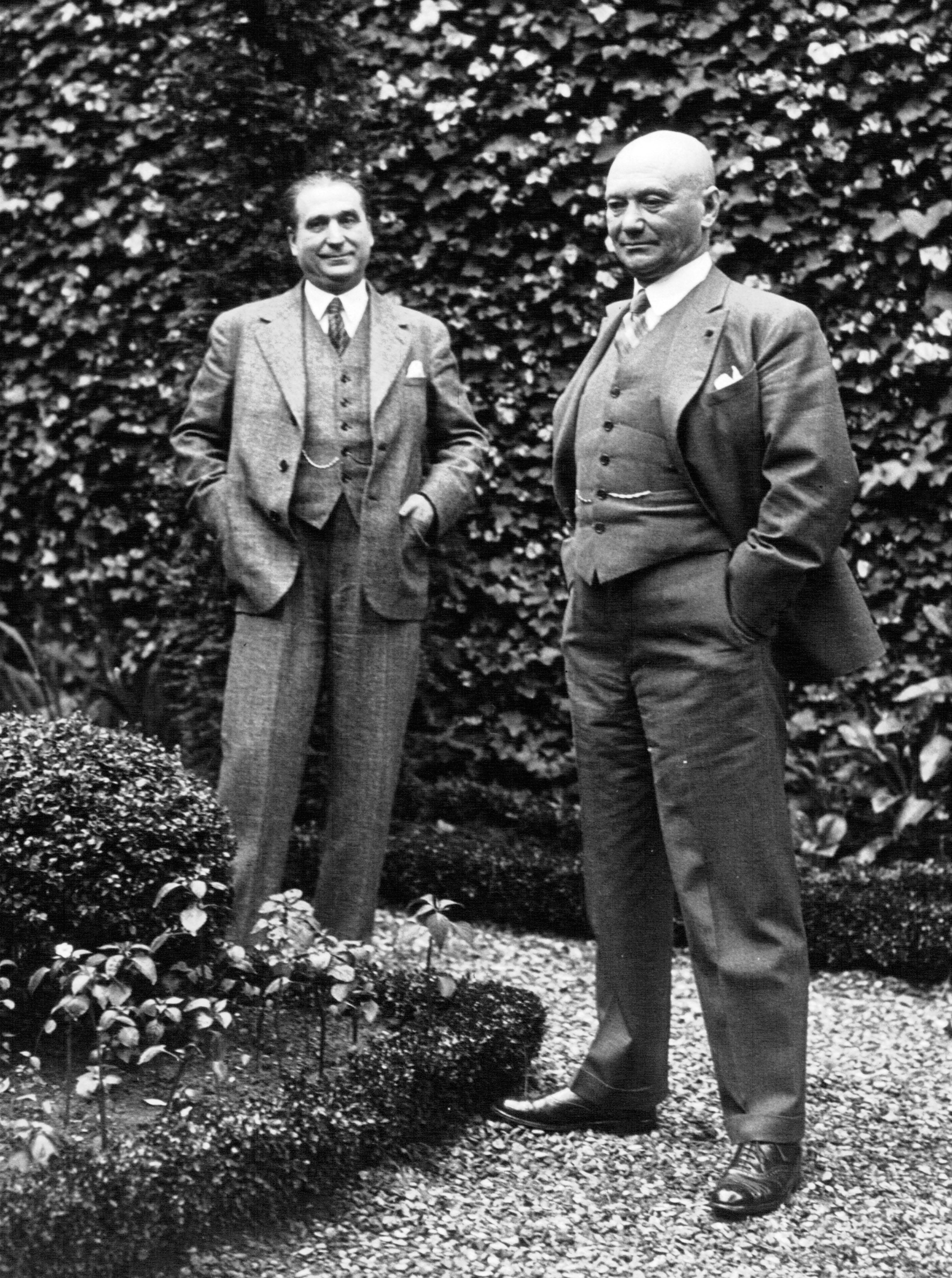
Jérôme Tharaud (r.) mit seinem Bruder Jean (1932)

Jérôme Tharaud (* 18. Mai 1874 in Saint-Junien; † 28. Januar 1953 in Varengeville-sur-Mer) war ein französischer Schriftsteller, der gemeinsam mit seinem Bruder Jean Tharaud Romane und Reisebücher veröffentlichte.

## Leben
Tharaud besuchte die Schule in Angoulême und das Collège Sainte-Barbe in Paris. Im Jahr 1896 bestand er die Aufnahmeprüfung zur École normale supérieure. Nach dem Studium war er für einige Zeit in Österreich-Ungarn als Sprachlehrer an der Universität Budapest tätig. Zurück in Frankreich wurde er 1901 Privatsekretär von Maurice Barrès.  1898 veröffentlichten er und sein Bruder Jean mit Le Coltineur débile ihr erstes gemeinsames literarisches Werk. Auch alle darauf folgenden Publikationen sind in der Regel unter beider Namen erschienen. Sie schrieben auch Beiträge für die Zeitschrift Cahiers de la Quinzaine und erhielten 1906 für Dingley, l'illustre écrivain den Prix Goncourt.
Dank seines Aufenthalts im Vorkriegs-Ungarn wurde er vom französischen General d’Espèrey als Sachverständiger bei den Verhandlungen zum Vertrag von Trianon 1920 hinzugezogen. Er schrieb 1921 ein Buch über die jüngere politische Entwicklung in Ungarn – die ungarische Unabhängigkeit, die Asternrevolution und die Ungarische Räterepublik – und erging sich dabei schon in der Titelwahl in antisemitischen Schmähungen. Kunfi (Die Herrschaft Israels, S. 177) und Béla Kun (S. 167) seien schon durch ihre Physiognomie abstoßend, namentlich einzelne unter den Juden frönten widernatürlicher Laster und schimpflicher Perversitäten (S. 181), sie seien unsauber (S. 281), die Juden seien schuld am chauvinistischen Magyarismus (S. 156), sie hätten schon zahlenmäßig die kommunistische Räteregierung dominiert (S. 192). Gleichwohl war 1927 das Buch für den die Übersetzung herausgebenden österreichischen Amalthea Verlag keine Tendenzschrift, sondern der Übersetzer machte sich Sorgen wegen der antideutschen Passagen.
Die Brüder unternahmen zahlreiche Reisen, so nach Palästina, in den Iran, nach Marokko und nach Rumänien, und veröffentlichten darüber Reiseberichte, die heute als Zeitdokumente gelten können. Daneben schrieben sie eine große Anzahl an Romanen und Zeitschriftenbeiträgen. 
Nachdem Jérôme Tharaud 1923 und 1932 bei Nachwahlen zur Académie durchgefallen war, wurde er am 1. Dezember 1938 als Nachfolger von Joseph Bédier  Mitglied der Académie française, in der er dessen Platz 31 erhielt, sein Gegenkandidat war Fernand Gregh. Auch Jean wurde noch Mitglied der Académie.

## Werke
Schriftenverzeichnis der Gebrüder Tharaud bei der Académie française (ergänzt):
- La reine de Palmyre, 1898
- Le Coltineur débile, 1898
- La lumière, 1900
- Dingley, l'illustre écrivain, 1902
- Contes de la Vierge, 1902
- Les Hobereaux, 1904
- L'ami de l'ordre, 1905
- Les frères ennemis, 1906
- La ville et les champs (1870-1871), 1907
- Bar-Cochebas, 1907
- Déroulède, 1909
- La maîtresse servante, 1911
- La fête arabe, 1912
- La bataille à Scutari d'Albanie, 1913
- La tragédie de Ravaillac, 1913
- La mort de Déroulède. Paul Déroulède. La vie et la mort de Paul Déroulède, 1914
- L'ombre de la croix, 1917
- Rabat, ou les heures marocaines, 1918
- Une relève, 1919
- Un royaume de Dieu, 1920
- Marrakech ou les seigneurs de l'Atlas, 1920
- Quand Israël est roi. Paris : Plon-Nourrit et cie 1921
- L'invitation au voyage, 1922
- La randonnée de Samba Diouf, 1922
- La maison de Mirabeau, 1923
- Le Chemin de Damas, 1923
- Un drame de l'automne, 1923
- Au mur des pleurs, 1924
- Un grand maître n'est plus, 1924
- L'an prochain à Jérusalem, 1924
- Rendez-vous espagnols, 1924
- Monsieur France, Bergeret et Frère Léon, 1925
- Causerie sur Israël, 1926
- Notre cher Péguy, 1927
- Petite histoire des Juifs, 1927
- L'âme de Péguy. Pour les fidèles de Péguy, 1927
- En Bretagne, 1927
- Noël au Deux-Magots, 1927
- La Semaine Sainte à Séville, 1927
- La rose de Sâron, 1927
- Mes années chez Barrès, 1928
- La promenade de Sion-Vaudémont, 1928
- La séduction provençale, 1928
- La chronique des frères ennemis, 1929
- L'Empereur, le Philosophe et l'Évêque, 1930
- Fès ou les bourgeois de l'Islam. La nuit de Fès, 1930
- L'oiseau d'or, 1931
- Les bien-aimées, 1932
- Paris-Saïgon dans l'azur, 1932
- Histoires vraies, 1933
- La fin des Habsbourg, 1933
- La jument errante, 1933
- Quand Israël n'est plus roi, 1933
- Versailles, 1934
- Vienne la Rouge, 1934
- Les mille et un jours de l'Islam I : Les cavaliers d'Allah, 1935
- Le passant d'Éthiopie, 1936
- Cruelle Espagne, 1937
- Alerte en Syrie, 1937
- Les mille et un jours de l'Islam II : Les grains de la grenade, 1938
- L'envoyé de l'Archange, 1939
- Les contes de la Vierge, 1940
- Les mille et un jour de l'Islam III : Le rayon vert, 1941
- Contes de Notre-Dame, 1943
- Il était un petit navire, 1944
- Pour les fidèles de Barrès, 1944
- Vers d'almanach, 1945
- Le miracle de Théophile, 1945
- Fumées de Paris et d'ailleurs, 1946
- Vieille Perse et jeune Iran, 1947
- Le chemin d'Israël, 1948
- Les enfants perdus, 1948
- Pour les fidèles de Péguy, 1949
- Les mille et un jours de l'Islam IV : La chaîne d'or, 1950
- La double confidence 1951

in deutscher Übersetzung
- Aus Sturm und Not. Übers. aus d. Franz. v. Heinrich Michalski. Engelhorn, Stuttgart 1909, Originaltitel La ville et les champs (1870-1871), 1909
- Der Schatten des Kreuzes. Übers. aus d. Franz. von Charlotte Grunberg. Wolff, München 1922, Originaltitel L'ombre de la croix, 1922
- Die Herrschaft Israels. (Quand Israël est roi). Übertragen von Carl Zell. Almathea, Zürich 1927,  Originaltitel Quand Israël est roi, 1921
- Jacques Delamain: Warum die Vögel singen.  Eingel. von Jérôme u. Jean Tharaud. Aus d. Französ. übers. von Karl Wolfskehl. Bibliograph. Institut, Leipzig 1930, Originaltitel Pourquoi les oiseaux chantent